# Inspektor Clouseau, der „beste“ Mann bei Interpol
Inspektor Clouseau, der „beste“ Mann bei Interpol ist die fünfte Folge der Pink-Panther-Reihe aus dem Jahr 1976 und die vierte unter der Regie von Blake Edwards.
Hauptgegner von Inspektor Clouseau ist dabei erstmals sein früherer Chef Dreyfus.

## Inhalt
Der ehemalige Chefinspektor Dreyfus steht nach drei Jahren kurz vor seiner Entlassung aus der Nervenheilanstalt. Nur wenige Stunden trennen ihn von der sicher geglaubten Freiheit, da besucht ihn sein Nachfolger bei der Pariser Sûreté, Inspektor Clouseau, um bei der Entlassungskommission ein „gutes Wort“ für ihn einzulegen. Die Anwesenheit seines Erzfeindes erzürnt Charles Dreyfus nach einer Reihe von Tolpatschigkeiten dermaßen, dass die monatelange Therapie sich vom einen auf den anderen Moment als unnütz herausstellt; er versucht Clouseau umzubringen – und seine Entlassung wird wegen des Rückfalls auf unbestimmte Zeit verschoben.
Doch Dreyfus gelingt die Flucht aus der Anstalt und er verübt einen Bombenanschlag auf Clouseau. Dieser schlägt fehl, da Clouseau den künstlichen Buckel seines Glöckner-von-Notre-Dame-Kostüms übermäßig mit Helium befüllt hat und so der Explosion entschwebt. Daraufhin gründet Dreyfus eine Verbrecherorganisation, indem er alle kriminellen Genies um sich schart. Ziel der Organisation ist die Ermordung von Chefinspektor Clouseau.
Dreyfus entführt in England den berühmten englischen Professor Fassbender, um mit dessen neuester Erfindung die Welt in Angst und Schrecken zu versetzen. Clouseau ermittelt vor Ort, um die Entführung aufzuklären, aber ohne nennenswertes Ergebnis. Das Beschatten von Jarvis, des Butlers der Familie Fassbender, bringt Clouseau vielmehr in eine missliche Lage, da er bei einer Razzia in einer Schwulen-Bar verhaftet wird, in der Jarvis als Travestie-Künstler auftritt. Da der Butler der einzige Zeuge der Entführung war, wird er kurz darauf von einem der Kidnapper erstochen; bevor er stirbt, kann er jedoch den Killer ebenfalls töten. Clouseau findet bei diesem einen Prospekt über das Münchner Oktoberfest und beschließt dorthin zu fahren, um weitere Hinweise zu finden.
In der Zwischenzeit droht Dreyfus der ganzen Welt und lässt mit Hilfe der Strahlenkanone von Professor Fassbender das UN-Gebäude in New York vor aller Augen einfach verschwinden. Er verlangt, dass Inspektor Clouseau getötet wird. Ein Dutzend Staatschefs sind von der Macht des irren Dreyfus überzeugt und schicken sofort Agenten nach München, um Clouseau auszuschalten.
Auf dem Oktoberfest kommt es zu einer Reihe von Anschlägen auf Clouseau, denen er aus purem Glück immer wieder entgeht, weil sich die Killer selbst oder gegenseitig ausschalten. Nur Russlands und Ägyptens Agenten haben ihren Mordanschlag noch nicht unternommen.
Ein als Clouseau verkleideter Schwerverbrecher aus der Bande von Dreyfus betritt das Zimmer des Inspektors und wird vom wartenden ägyptischen Killer erschossen. Gleichzeitig schleicht sich die russische Agentin Olga in Clouseaus Zimmer und Bett. Sie hält den Ägypter für Clouseau, der im Dunklen die Gelegenheit zu einem Liebesintermezzo nutzt. Danach verlässt der Ägypter das Zimmer, in das Clouseau zurückkehrt und den Toten und die sehnsüchtige Olga vorfindet, die ihm offenbart, sie wäre eine Auftragsmörderin, hätte sich nun aber ihn verliebt und könne ihn nicht töten. Clouseau geht kaum auf Olgas Zärtlichkeiten ein und erfährt dabei von ihr, dass die Tätowierung auf dem Handrücken des Toten das Familienwappen eines kürzlich verkauften Schlosses in Bayern darstellt.
Clouseau macht sich zum Schloss auf; mehrere Versuche hineinzukommen scheitern jedoch. Weil Dreyfus, der aufgrund einer Falschmeldung glaubt, Clouseau sei tot, Zahnschmerzen hat, verkleidet sich Clouseau als Zahnarzt und behandelt seinen verrückten Ex-Chef. Nach einer zu hohen Dosis Lachgas und einem gezogenen gesunden Zahn wird die Falschmeldung korrigiert und Dreyfus erkennt Clouseau. Dieser flieht. Aus Wut will Dreyfus England von der Landkarte tilgen. Clouseau wird versehentlich durch ein mittelalterliches Katapult von außen auf die Strahlenkanone geschleudert und dreht dadurch den zerstörerischen Strahl auf Dreyfus und das Schloss. Beide verschwinden.
Wieder zurück in Paris hat Olga in Clouseaus Wohnung eine Liebesnacht vorbereitet, aber Clouseaus Diener Cato macht das Ganze durch eine Überraschungsattacke zunichte. Alle drei werden aus dem Bett durch die Schlafzimmerwand in die Seine geschleudert.

## Kritik
„Ein turbulenter, parodistischer Kinospaß, der in einigen stilleren Momenten seine komischste Wirkung hat.“

## Trivia
- Der Originaltitel führt in die Irre. In dem Film kommt weder der Diamant, der „Rosarote Panther“, aus dem ersten Film der Reihe vor, noch wird dieser erwähnt.
- Den Titelsong Come To Me sang Tom Jones. Am Ende der Jones-Version setzt Peter Sellers selbst ein. Der Song Until You Love Me wurde von Michael Robbins interpretiert.
- Der Film wurde von ursprünglich 124 Minuten auf 103 Minuten gekürzt. Die herausgeschnittenen Szenen waren dann 1982 in dem Film Der rosarote Panther wird gejagt (Trail of the Pink Panther) zu sehen, in dem der inzwischen verstorbene Peter Sellers nur in solchen Archivszenen erscheint.
- In einer kurzen Nebenrolle ist vor dem animierten Filmvorspann Geoffrey Bayldon als Psychiater zu sehen, der Chefinspektor Dreyfus untersucht. Bayldon ist besser bekannt als Zauberer Catweazle aus der gleichnamigen Kinderfernsehserie.
- Für den kleinwüchsigen Schauspieler Deep Roy (auch Gordeep Roy, eigentlich aber Mohinder Purba) war es der erste Kinofilm. Besonders bekannt wurde er 2005 mit dem Film Charlie und die Schokoladenfabrik (Charlie and the Chocolate Factory), in dem er per Computertrick alle Oompa Loompas darstellt.
- Omar Sharif hat einen kurzen Auftritt als ägyptischer Killer.
- In der animierten Titelsequenz des Films finden sich Verweise auf die Fernsehserien Alfred Hitchcock Presents und Batman sowie auf die Filme King Kong, The Sound of Music (mit Edwards Ehefrau Julie Andrews), Dracula A.D. 1972, Singin’ in the Rain, Steamboat Bill, Jr. und Sweet Charity. Im Abspann wird auf Der weiße Hai verwiesen.

## Veröffentlichungen

### DVD
2003 wurde der Film zusammen mit vier weiteren Filmen als Pink Panther Collection veröffentlicht. Aus rechtlichen Gründen war der Vorgängerfilm aus dem Jahr 1975 nicht enthalten. Die Edition enthielt auch eine Bonus-DVD mit einer Doku über Sellers’ Leben sowie Werbespots, die er für eine Fluggesellschaft und eine Versicherung in den 1970er Jahren gemacht hatte.

### Soundtrack
Der Soundtrack stammt von Henry Mancini und wurde zuerst als LP veröffentlicht. 1998 veröffentlichte das australische Plattenlabel RykoDisc eine Neuauflage mit Poster, Trailervideo und Bonusmusikstücken:
| Originalauflage 1. Main Title (mit Hommagen an bekannte Filme) 2. The Inspector Clouseau Theme 3. The Great Quasimodo Disguise 4. Bier Fest Polka 5. Come To Me (Instrumental) 6. Until You Love Me von Michael Robbins 7. Come To Me von Tom Jones (letzte Zeilen von Peter Sellers) 8. Along Came Omar 9. Until You Love Me (Instrumental) 10. The Inspector Clouseau Theme (Reprise) 11. The Evil Theme 12. Exodus From The Castle 13. How (Bonus) 14. The Plan/The Snatch (Bonus) 15. Until You Love Me (Alternative Bonus Version) 16. The Doomsday Machine (Bonus) 17. Organ Interlude von Herbert Lom (Bonus) 18. End Credits (Bonus) |

## Auszeichnungen
- 1977: Oscar-Nominierung für Henry Mancini und Don Black für das Lied Come to Me
- 1977: Golden-Globe-Nominierung für Peter Sellers
- 1977: Writers Guild of America, WGA Award für Frank Waldman und Blake Edwards für die beste Komödienadaption
- 1978: Evening Standard British Film Award für Blake Edwards für den besten Komödienfilm